# Radelchis I
Radelchis I (†851) was prins van Benevento van 839 tot 851.
Radelchis was de schatmeester van zijn voorganger Sicard. In 839 liet hij Sicard vermoorden en sloot zijn broer Siconulf op. Een burgeroorlog brak uit in de Mezzogiorno. Landulf, stichter van het vorstendom Capua bevrijdde Siconulf. Radelchis en Siconulf riepen de hulp in van de Saracenen, die onlangs Sicilië hadden veroverd. Geschokt, greep koning Lodewijk II van Italië in. Gevolg, de Saracenen trokken zich terug en stichtten het emiraat Bari, Benevento werd opgesplitst in het vorstendom Benevento en het vorstendom Salerno, met Siconulf als vorst.
Radelchis werd opgevolgd door zijn zoon Radelgar.